# Pes iskalec: Evangelij po Tomažu
Pes iskalec: Evangelij po Tomažu (COBISS) je zbirka kratkih zgodb Tomaža Letnarja, izšla je leta 2003 pri založbi Litera. Gre za avtorjev prvenec.

## Vsebina
Zbirka obsega 63 zgodb, ki se dotikajo najrazličnejših življenjskih tem. Zgodbe so zasnovane groteskno in hudomušno, a kljub temu premorejo pravšnjo mero resnosti. Povprečno je zgodbi odmerjena ena stran, besede so močne, stavki jasno zasnovani, ideje pa posredovane zelo direktno. Pripovedovalec lahko bralca s svojo neposrednostjo šokira in v zadnjem stavku popolnoma spremeni razplet dogodkov. 

## Zanimivosti
Kot zanimivost je vredno omeniti, da je Letnartov opus zanimiv za Center za slovenščino kot drugi/tuji jezik Oddelka za slovenistiko Filozofske fakultete Univerze v Ljubljani. Ta je namreč v okviru literarnega festivala Svetovni dnevi slovenske literature nekaj njegovih zgodb prevedel v več tujih jezikov, npr. angleščino, bolgarščino, češčino, francoščino, hrvaščino, italijanščino, japonščino ipd.